# Casares (Málaga)
Casares es un municipio de la provincia de Málaga, en la comunidad autónoma de Andalucía, al sur de España. Está situado en el límite con la provincia de Cádiz, en la comarca de la Costa del Sol Occidental. Casares es el prototipo del pueblo blanco andaluz: calles estrechas, empinadas y sinuosas y casas encaladas. Además, es el lugar de nacimiento de Blas Infante, considerado en algunos ámbitos el Padre de la Patria Andaluza.

## Geografía
Limita al noroeste con el municipio de Gaucín; al norte con los municipios de Benarrabá y Genalguacil, con el que también limita al nordeste; al este limita con Estepona; al sur con Manilva y el mar Mediterráneo; y al oeste con San Martín del Tesorillo y Jimena de la Frontera, en la provincia de Cádiz.
| Noroeste: Gaucín                   | Norte: Benarrabá, Genalguacil | Noreste: Genalguacil      |
| Oeste: Jimena de la Frontera       |                               | Este: Estepona            |
| Suroeste: San Martín del Tesorillo | Sur: Manilva                  | Sureste: Mar Mediterráneo |

### Núcleos urbanos
En El Secadero en 2022 estaban censados 1293 habitantes. Se trata de una población en la vega del río Guadiaro. Limita con San Martín del Tesorillo (Cádiz).
En Casares Costa en 2022 había censados 3748 habitantes. Se trata de un conjunto de urbanizaciones residenciales turísticas donde se encuentran tres campos de golf: Finca Cortesín, Casares Costa y Doña Julia.

## Historia

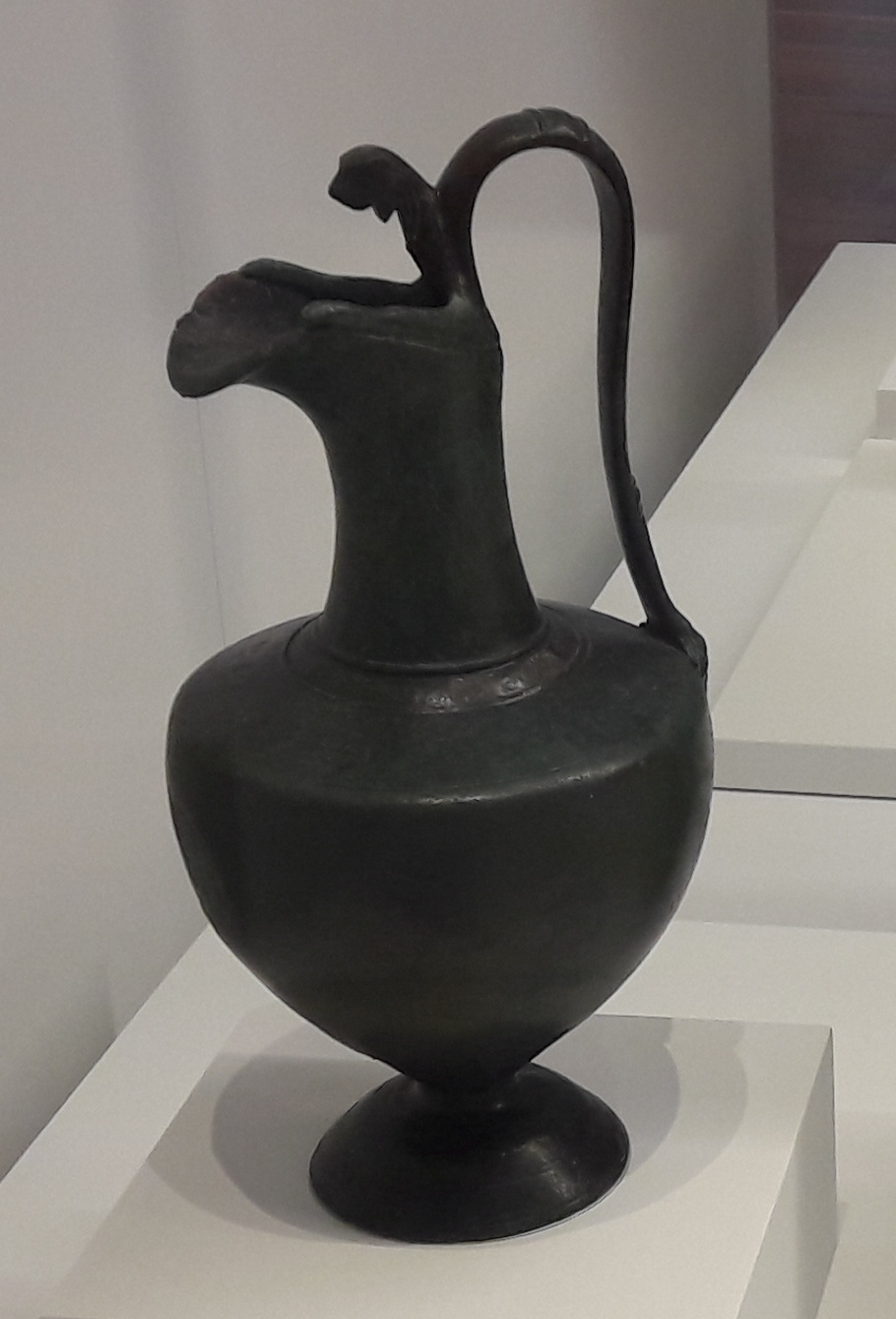
Jarro itálico de bronce del s. de Lacipo, Museo de Málaga

Se han encontrado hallazgos de la cultura de las cuevas en la Cueva del Gran Duque. El origen de Casares se remonta a los tiempos de los íberos y fenicios, a los que se atribuye Villavieja, encontrándose en los límites de los bástulos. En el cortijo de Alechipe se encuentran tres aras con inscripciones, que corresponde íntegramente a la ciudad de Lacipo, una de las más importantes del litoral malagueño perteneciente al Conventus Gaditanus de la provincia Bética. En el año 61 a. C., Julio César, de quien se deriva el nombre de la ciudad, utilizó los famosos baños de la Hedionda, para curarse con sus aguas sulfurosas la enfermedad hepática que padecía. Sus propiedades curativas se hicieron famosas en toda Roma.
En el s. X, durante la época califal de sitúa en la Cora de al-Yazírat. En el s. XI se trata de un lugar importante para la cultura andalusí y para la expansión de los Almorávides.

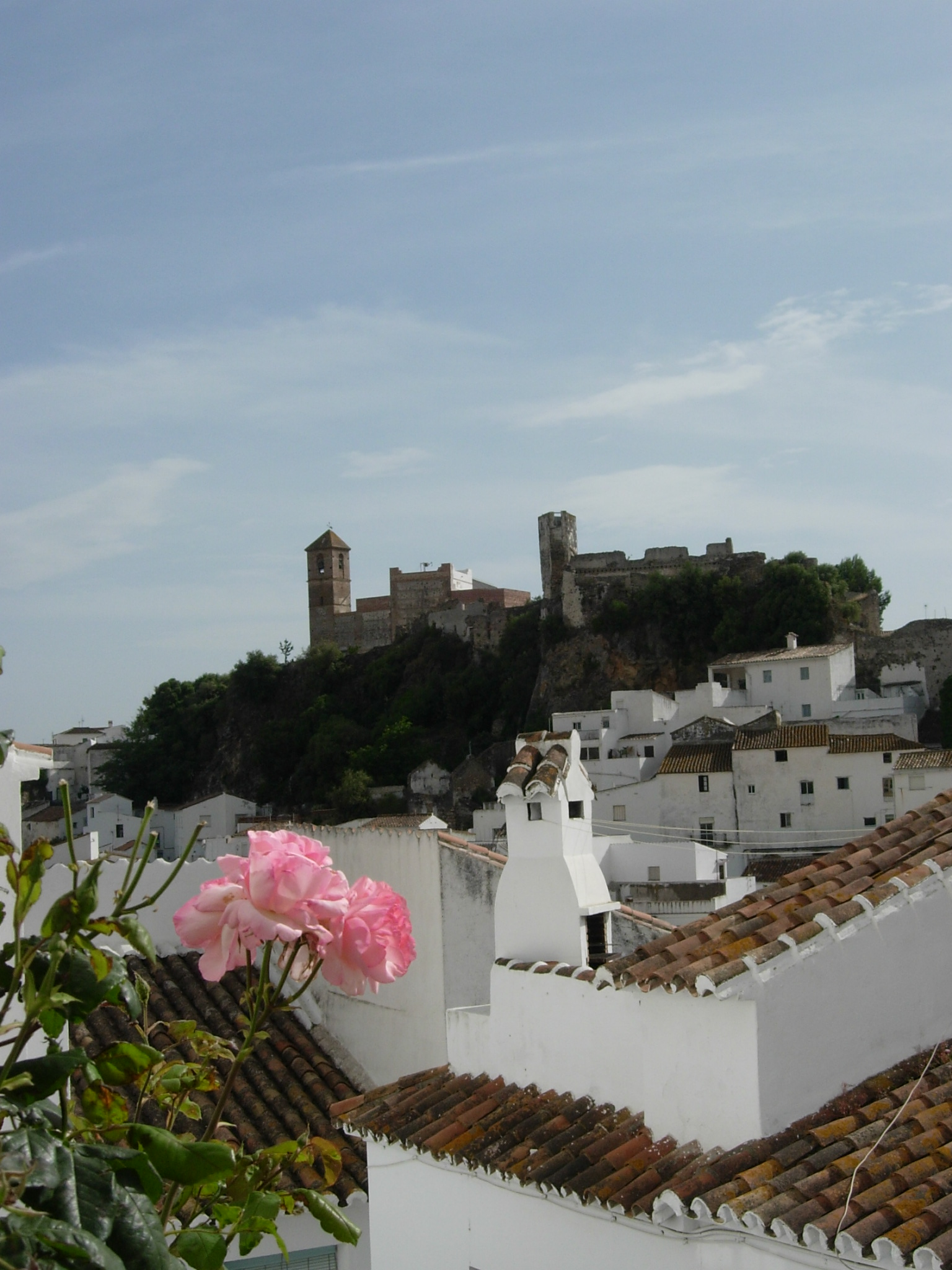
Castillo de Casares e iglesia de la Encarnación

A partir del siglo XIII, el río Guadiaro es la frontera suroeste del Reino Nazarí de Granada. En 1361 se produce el Pacto de Casares, entre el rey Pedro I de Castilla y Mohamed V de Granada, para que Mohamed V recupere el trono del Reino Nazarí de Granada. 
En 1485, durante las campañas de la guerra de Granada, se entrega a Rodrigo Ponce de León, Duque de Cádiz, el señorío de Casares, al que pertenecían Casares y sus pedanías, Jubrique y Genalguacil, que se integran en el Condado de Casares.
En 1528, para paliar la situación de despoblación de la franja litoral se funda el Cortijo de Manilva en la vega del río Manilva, con 50 vecinos de Casares. Además, para la defensa costera frente a los piratas berberiscos se edifican las torres vigías de La Sal y Salto de la Mora. Durante el levantamiento morisco contra Felipe II en 1570, muere el adalid Mohammad al-Fahres, caballero morisco del Benestepar y se produjo la expulsión de los moriscos. Esto resultó en la despoblación del territorio. 
Durante los siglos XVI y XVII, Casares produce cereales, caña de azúcar y moreras para la producción de seda. De esta época datan la antigua iglesia de la Encarnación y la ermita de la VeraCruz, localizadas en el Castillo, el Convento Franciscano Capuchino que es ahora la iglesia de la Encarnación, la iglesia de San Sebastián y el convento de Santa Catalina.

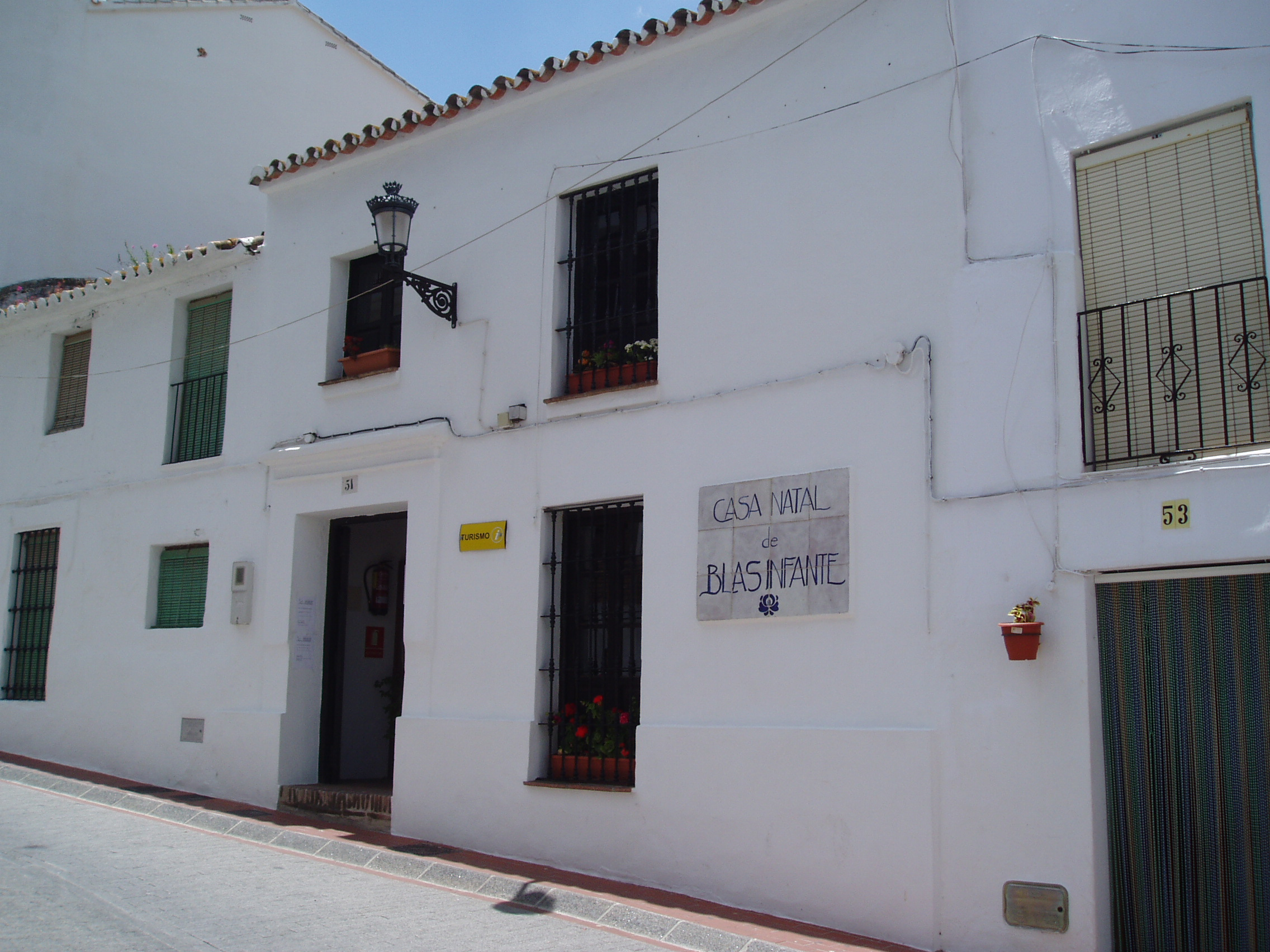
Vista de la casa natal de Blas Infante, padre de la patria andaluza

A finales del siglo XVIII Manilva obtiene la concesión del Real Privilegio de Villazgo, segregándose de Casares. A principios del siglo XIX se segregarían de Casares las poblaciones de Jubrique y Genalguacil por la obtención de Real Cédula de Villazgo. En 1885 nace en Casares Blas Infante, reconocido como Padre de la Patria Andaluza por el Parlamento de Andalucía y el Congreso de los Diputados

Yo tengo clavada en mi conciencia, desde mi infancia, la visión sombría del jornalero. Yo le he visto pasear su hambre por las calles del pueblo, confundiendo su agonía con la agonía triste de las tardes invernales.
Blas Infante Ideal Andaluz (1915)

A finales del siglo XIX la familia Larios, industriales y empresarios de la provincia de Málaga y el Campo de Gibraltar, fundan la Sociedad Industrial y Agrícola de Guadiaro. Acogiéndose a la Ley de Colonias Agrícolas la S.I.A.G. estableció la Colonia Agrícola San Martín del Tesorillo, que se extendía por los municipios de San Martín del Tesorillo, Jimena de la Frontera, San Roque, Manilva y Casares. La S.I.A.G. adquirió 2590 ha en Casares, principalmente en la vega del río Guadiaro para la producción de caña de azúcar y arroz a principios del siglo XX.

## Geografía humana

### Demografía
Cuenta con una población de 8486 habitantes (INE 2024).
| Gráfica de evolución demográfica de Casares entre 1842 y 2021                                                         |
| |
| Población de derecho según los censos de población del INE. Población de hecho según los censos de población del INE. |

| Nacionalidad | Hombres | Mujeres | Total | %     | Proporción |
| ------------ | ------- | ------- | ----- | ----- | ---------- |
| Española     | 2703    | 2483    | 5186  | 67.3% |            |
| Extranjera   | 1243    | 1271    | 2514  | 32.6% |            |

### Economía

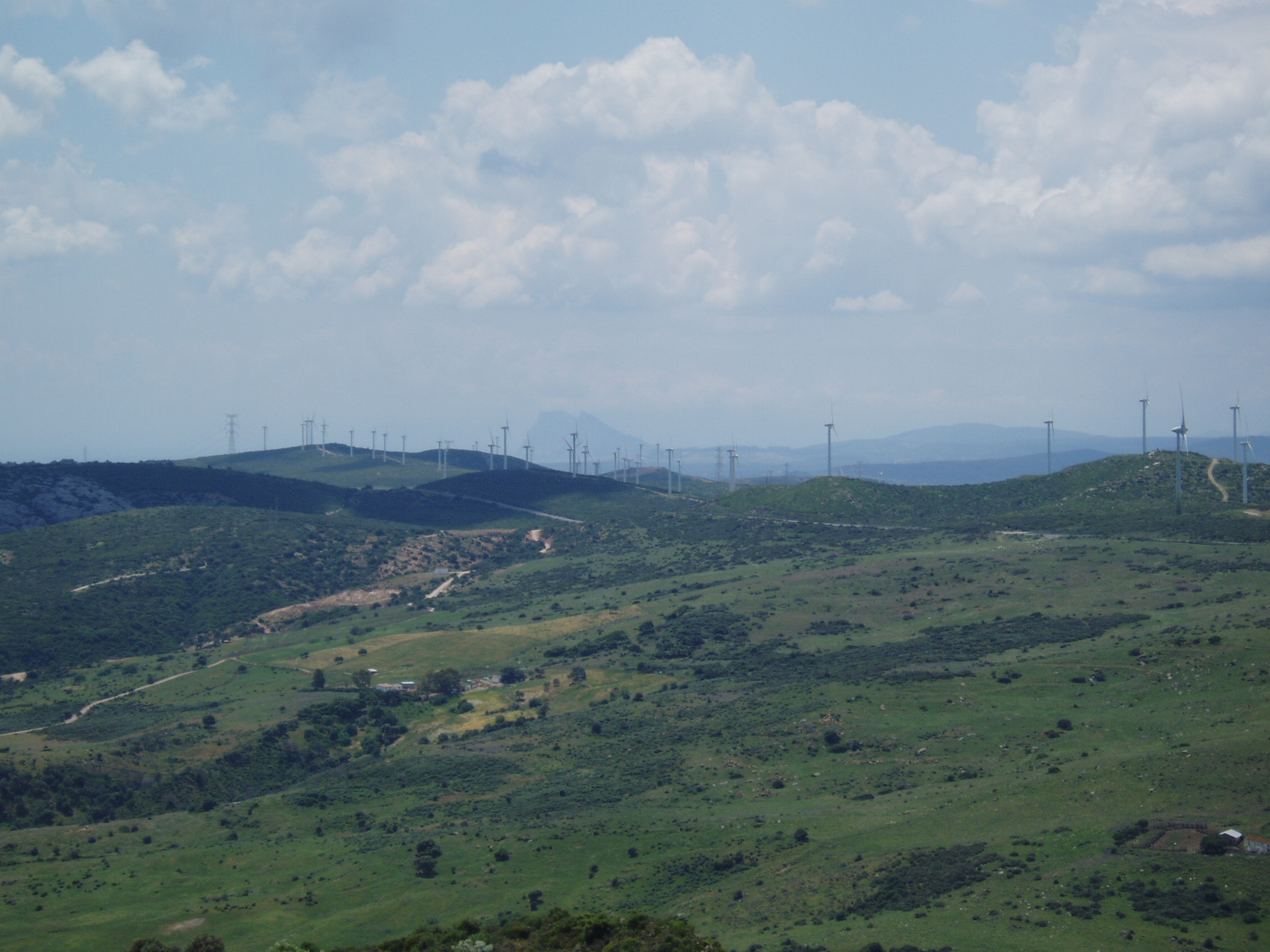
Parque eólico de Casares

Al pie de la Sierra de Utrera se encuentra el parque eólico de Los Llanos, que es el de mayor potencia de Naturgy en Andalucía. La subestación eléctrica de Red Eléctrica Española de La Jordana 400/220 kV, junto con las subestaciones de Tajo de la Encantada (Álora) y Cártama son los tres nudos fundamentales de la red de transporte de energía eléctrica de la provincia de Málaga. Además en el sector de la Agricultura, en El Secadero, en la vega del río Guadiaro, hay una notable producción de naranjas. Desde 1890 la Panificadora Casares elabora el pan cateto de Casares, que se distribuye desde Málaga a Algeciras.

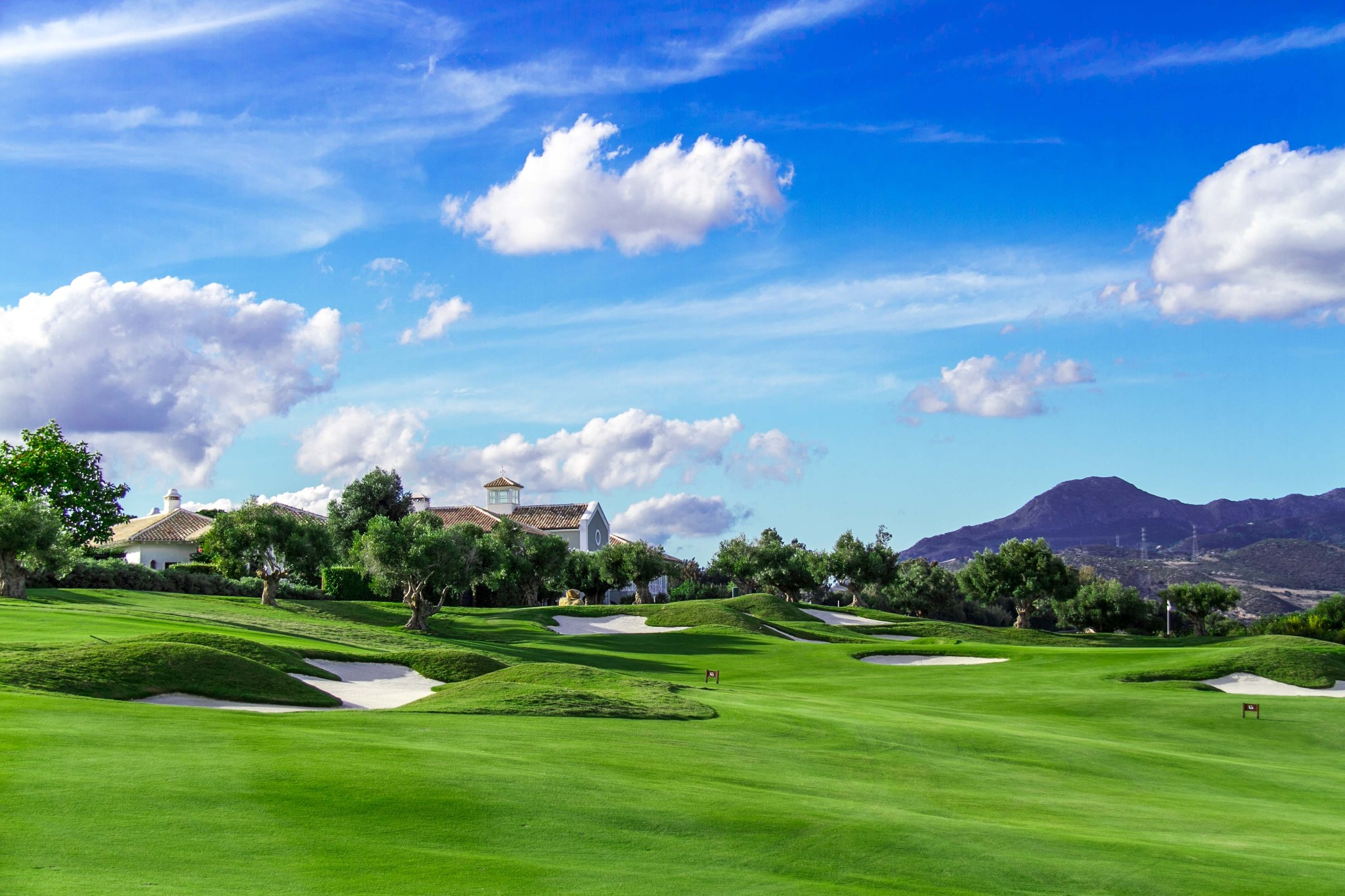
Resort Finca Cortesín

En cuanto al sector terciario, Casares es un municipio turístico de la Costa del Sol. Cuenta con el Resort Finca Cortesín, con hotel de cinco estrellas. Ligado al turismo residencial hay una importante actividad de construcción en Casares Costa.

#### Evolución de la deuda viva municipal
El concepto de deuda viva contempla sólo las deudas con cajas y bancos relativas a créditos financieros, valores de renta fija y préstamos o créditos transferidos a terceros, excluyéndose, por tanto, la deuda comercial.
| Gráfica de evolución de la deuda viva del Ayuntamiento de Casares entre 2008 y 2023                |
| |
| Deuda viva del Ayuntamiento de Casares, en miles de euros, según datos del Ministerio de Hacienda. |

## Monumentos y lugares de interés
El pueblo tiene peculiares fachadas encaladas y callejuelas, intrincadas y escarpadas. Son de interés la Casa Natal de Blas Infante, la Iglesia de la Encarnación, el Castillo de Casares del siglo XIII, Ermita de San Sebastián, la Torre de La Sal, los Baños de La Hedionda y los molinos harineros.

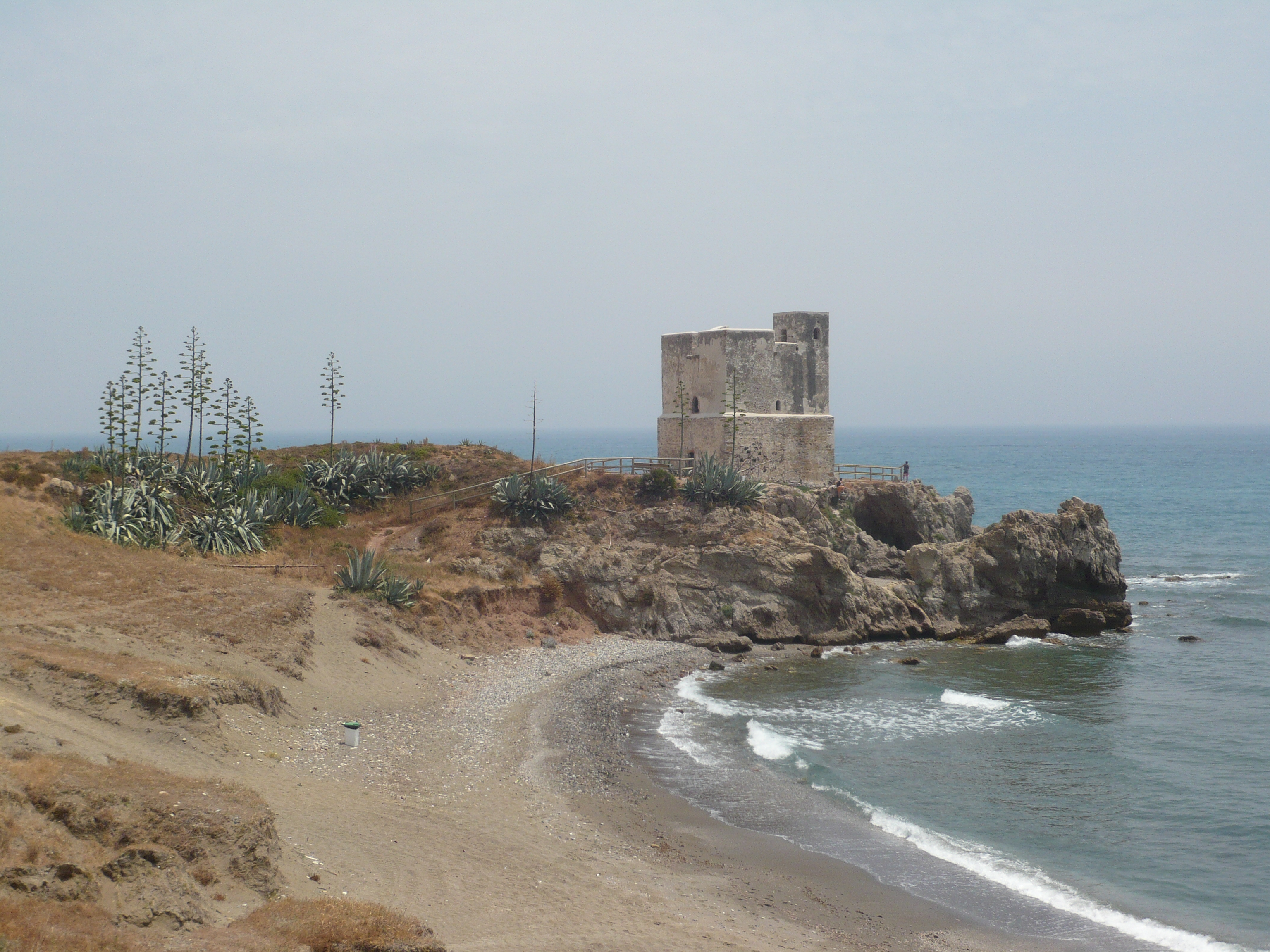
Torre Salto de la Mora

La playa Ancha de Casares Costa ha sido galardonada con bandera azul en 2020.

## Cultura

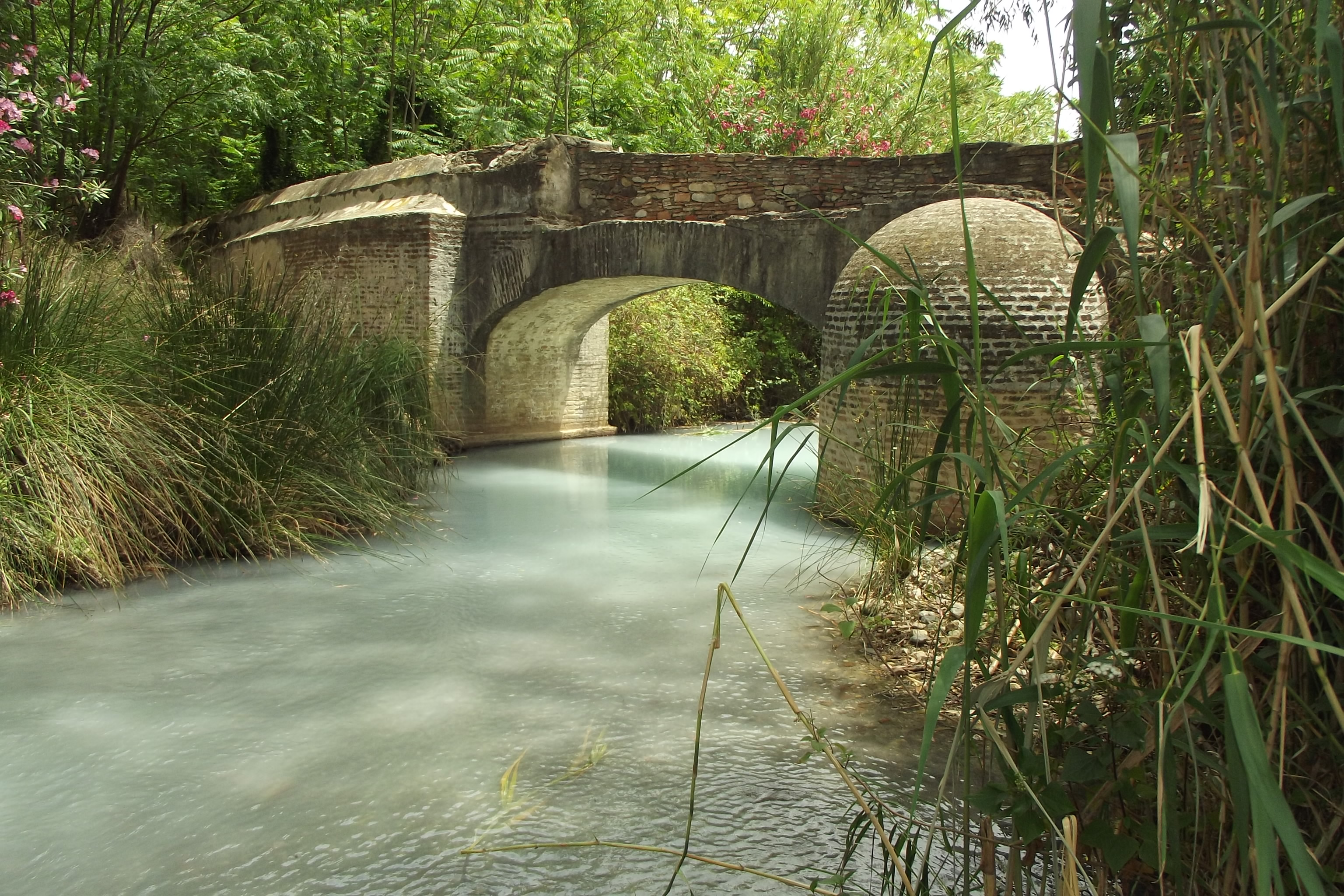
Río Manilva, Baños Romanos de La Hedionda del S.I de aguas sulfurosas

### Fiestas populares
- Romería de la Virgen del Rosario (penúltimo fin de semana del mes de mayo)
- Mercado medieval de Casares (mes de julio)
- Feria de la Barriada Secadero (tercer fin de semana del mes de julio)
- Feria de agosto de Casares (primer fin de semana del mes de agosto)
- Fiesta de Nuestra Señora Virgen del Rosario del Campo (primer fin de semana del mes de septiembre)
- Feria del Santo Cristo (segundo fin de semana del mes de septiembre)
- Tostón de castañas

### Gastronomía
Los platos más típicos de Casares son la sopa casareña y el conejo a la montaña.

### Artesanía
Artículos de esparto, bordados, cerámica, joyería, talla de madera y vidrio

### En la cultura popular
Una fotografía de Casares está disponible en los fondos del tema España del Sistema Operativo Windows 7 de Microsoft.
Durante un tiempo se creyó que se usó una porción de su paisaje como skybox de «Wet-Dry World», el undécimo nivel del videojuego Super Mario 64. Sin embargo, se determinó que la ciudad utilizada era Shibam en Yemen. 

### Deporte
Se encuentra en Casares el CD MX Park Costa del Sol, circuito permanente de motocross que cuenta con la colaboración de John van den Berk y donde se han celebrado ediciones del Campeonato de Andalucía de Motocross. Además cuenta con tres campos de golf: Finca Cortesín Golf Club, Casares Costa Golf y Doña Julia.